# Ban Dakkiat
Ban Dakkiat – wieś położona w południowo-wschodnim Laosie, w prowincji Attapu, w dystrykcie Xaysetha.